# Vloek van het winnende bod
De vloek van het winnende bod (Engels: winner's curse) is het effect uit de veilingtheorie, onderdeel van de speltheorie, dat bij een veiling van gewone, uitwisselbare goederen in combinatie met onvolledige informatie het winnende bod altijd te hoog is. Het gaat dan om goederen die voor iedereen dezelfde waarde vertegenwoordigen.
Als uit wordt gegaan van de veronderstelling dat de juiste prijs van een kavel het gemiddelde is van de schatting van elk van de deelnemers aan een veiling, dan zijn er mensen die de waarde te laag inschatten en anderen die de waarde te hoog inschatten. Het veilingkavel wordt echter toegeslagen aan de hoogste bieder, degene met de hoogste schatting van de waarde en dat is in deze redenering altijd te veel.
Het effect geldt ook voor een inkoopveiling, daar zal de laagst biedende verkoper de veiling winnen met een bod dat eigenlijk te laag is.
Dit effect is niet slechts theoretisch, maar veel veilinggangers kennen dit verschijnsel, uit eigen ervaring of omdat het gezien wordt. Het effect wordt wel omzeild door altijd iets lager te bieden dan de subjectief geschatte waarde.
Ook doet het effect zijn invloed gelden bij grote veilingen van belangrijke concessies of licenties, zoals de veiling van UMTS-frequenties of de openbare aanbesteding van concessies voor openbaar vervoer.